# Calle de O'Donnell
La calle de O'Donnell es una calle de Madrid (España). Nace de la calle de Alcalá, entre el parque del Retiro y las Escuelas Aguirre (actual Casa Árabe) en el barrio de Recoletos, y finaliza en el nacimiento de la M-23 junto a Torrespaña, antes de que esta cruce la M-30. Sirve de límite entre el barrio de Goya (Salamanca) y el de Ibiza (Retiro).
Debe su nombre al político y general Leopoldo O'Donnell.
El origen de la calle está en 1868 cuando se derribó la cerca que rodeaba aún Madrid. Se creó un paseo de Ronda que seguía el perímetro de aquella. La calle O'Donnell era uno de sus tramos.

## Edificios notables
- En la acera de los pares de la calle se encuentra la torre de Valencia sobre el solar de un antiguo parque de bomberos.
- El edificio derribado en 1999 de la maternidad de Santa Cristina se encontraba en la casi confluencia de la calle de O'Donnell con la de Doctor Esquerdo. Este edificio se derribó para levantar el actual Hospital Materno-Infantil Gregorio Marañón.
- El colegio de Nuestra Señora de la Paz, el conocido como Inclusa, se encuentra enfrente y con vuelta a la calle del Doctor Esquerdo.
- Torrespaña
- Durante la guerra civil, haciendo esquina con la calle del Doctor Esquerdo, se ubicó una checa.

## Residentes célebres
En el 18 de la calle, vivió el constructor Jesús Gil, con su esposa e hijos.